# Лука (Мальта)
Лука (мальт. Ħal Luqa, означає тополя) — місто у Південному регіоні на Мальті. Це старе місто з щільним населенням, типовим для Мальтійських островів. Станом на березень 2014 року населення Луки становило 5945 людина. На головній площі знаходиться церква, присвячена Андрію Первозванному. Традиційне свято Святого Андрія Первозванного відзначається у першу неділю липня, літургійне свято відзначається 30 листопада.
Знаменитий годинникар і винахідник Мікеланджело Сапьяно (1826-1912) звик жити в Луці. Він будував різні види годинника, годинник на дзвіниці парафіяльної церкви були одним з його численних творів. Будинок в Луці, де він жив, знаходиться на вулиці Паула Магри.

## Історія

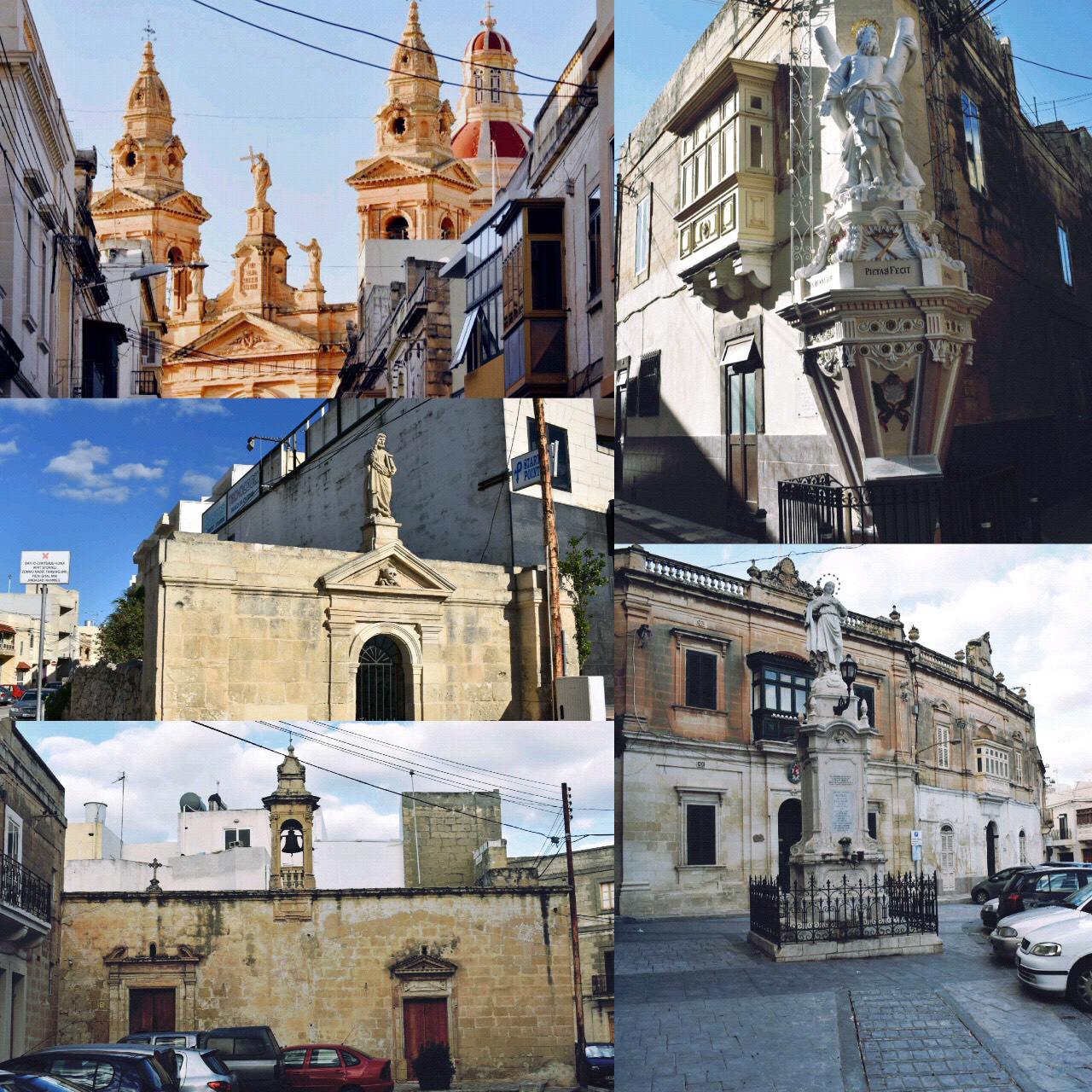
Ділянки в Луці

Лука була заснована як окремий прихід від Гудьї 15 травня 1634 року Указом папи Урбана VIII. У 1592 році село Лука постраждало від Бубонної чуми, яка в той час вразила все населення Мальти і стала причиною багатьох смертей. Ознакою цього сумного епізоду є кладовище, знайдене на вулиці Кармель, алея 4, де люди були поховані в полі, перетворене на кладовищі.
Ще однією сумною трагедією для Луки стала епідемія холери 1850 року, коли загинуло 13 осіб. В якості нагадування про цю трагедію у Валлетта-Роуд досі знаходиться цвинтар.
На початку 20-го століття Лука отримав популярність із-за аеропорту. Королівські ВПС створили станцію КВВС Лука, аеродром із злітно-посадковими смугами, який пізніше перетворився в Цивільний аеропорт. КВВС встановили військові і цивільні будівлі в районі аеродрому та аеропорту і в Фарруджі. Вони використовували аеродром до його закриття 31 березня 1979 року, коли він був переданий Мальтійському уряду для перетворення в Цивільний аеропорт. Тим не менш, вони все ще використовували внутрішній сайт для своєї власної військової сили.
Під час Другої Світової війни в Луці загинуло багато людей, багато будинків були зруйновані в результаті інтенсивних бомбардувань. Трагедія, про яку досі пам'ятають, сталася 9 квітня 1942 року, коли бомба попала в притулок та військовий колодязь, а люди всередині притулку були поховані живцем. Місцева Рада досі пам'ятає людей, загиблих під час Другої світової війни, з церемонією покладання лаврових вінків разом з іншими місцевими організаціями та клубами.
Покровителем Луки є Андрій Первозванний (Sant' Andrija). Місцева ніша, присвяченій йому знаходиться в Луці, висотою в два поверхи.

## Правління
Громадяни Луки голосують за свою місцеву рада кожні три роки, який складається з семи членів, один з яких є мером. Мером Луки є Джон Скембрі.

## Економіка
Air Malta і Medavia мають свої головні офіси в міжнародному аеропорту Мальти в Луці.